# The Trail of Chance
The Trail of Chance è un cortometraggio muto del 1916 diretto da Lucius Henderson.

## Produzione
Il film fu prodotto dalla Bison Motion Pictures.

## Distribuzione
Distribuito dalla Universal Film Manufacturing Company, il film - un cortometraggio in due bobine - uscì nelle sale cinematografiche statunitensi il 26 agosto 1916.